# Amt Schalke
| Amt in Preußen     | Amt in Preußen                                |
| ------------------ | --------------------------------------------- |
| Name               | Gelsenkirchen (1868–1875) Schalke (1875–1903) |
| Provinz            | Westfalen                                     |
| Regierungsbezirk   | Arnsberg                                      |
| Landkreis          | Bochum (1868–1885) Gelsenkirchen (1885–1903)  |
| Fläche             | 10,42 km² (1895)                              |
| Einwohner          | 21.835 (1895)                                 |
| Bevölkerungsdichte | 2.096 Einw./km² (1895)                        |
| Gemeinden          | 5 (1875) 2 (1903)                             |

Das Amt Schalke war ein Amt im Kreis Bochum und im Kreis Gelsenkirchen in der preußischen Provinz Westfalen. Es ging 1875 aus dem Amt Gelsenkirchen hervor.

## Geschichte
Im Kreis Bochum schieden am 1. Mai 1868 die sechs Gemeinden Braubauerschaft, Bulmke, Gelsenkirchen, Heßler, Hüllen und Schalke aus dem Amt Wattenscheid aus und bildeten das neue Amt Gelsenkirchen.
Am 29. November 1875 erhielt die Gemeinde Gelsenkirchen das Stadtrecht, schied aus dem Amt Gelsenkirchen aus und wurde amtsfrei. Das Restamt wurde in Amt Schalke umbenannt.
Aufgrund des starken Bevölkerungswachstums im Ruhrgebiet wurde am 1. Juli 1885 aus dem westlichen Teil des Landkreises Bochum der neue Kreis Gelsenkirchen gebildet, zu dem nun auch das Amt Schalke gehörte.
Am 1. Januar 1887 schieden die drei Gemeinden Hüllen, Braubauerschaft und Bulmke aus dem Amt Schalke aus und bildeten das neue Amt Braubauerschaft.
Dem Amt Schalke gehörten nun noch die beiden Gemeinden Heßler und Schalke an.
Am 1. April 1903 wurden Heßler und Schalke in die Stadt Gelsenkirchen eingemeindet, womit auch das Amt Schalke erlosch.

## Einwohnerentwicklung
| Jahr | Einwohner | Quelle |
| ---- | --------- | ------ |
| 1871 | 13.913    | [ 5 ]  |
| 1885 | 25.529    | [ 6 ]  |
| 1895 | 21.835    | [ 7 ]  |

Das Amt wurde 1875 und 1887 verkleinert.